# Architekturpreis Wuppertal
Der Architekturpreis Wuppertal ist ein Architekturpreis, der vom Bund Deutscher Architektinnen und Architekten (BDA) ausgelobt wird. Die Sieger der Einreichungen zum Architekturpreis Wuppertal sind dann berechtigt, am Architekturpreis Nordrhein-Westfalen des BDA teilzunehmen. Ausgezeichnet werden besonders qualitätvolle Bauwerke, Gebäudegruppen oder städtebauliche Anlagen, die sich im Gebiet des BDA Wuppertal, das heißt der Stadt Wuppertal, befinden. Der Architekturpreis wird in einem drei- oder vierjährigen Turnus vergeben und wurde 2006 zum ersten Mal vergeben.

## Auszeichnung guter Bauten des BDA Wuppertal

### Auszeichnung guter Bauten 2006
In diesem Verfahren wurden insgesamt vier Auszeichnungen und drei Anerkennungen vergeben.
| Auszeichnungen |

| Bild                          | Bezeichnung | Lage                                       | Architekt                                   | Verweis |
| ----------------------------- | --- | ------------------------------------------ | ------------------------------------------- | ------- |
| weitere Bilder                | Familienkirche Sonnborn, Einbau eines Kinderbereiches und Gemeindecafés in die denkmalgeschützte Hauptkirche Sonnborn im Auftrag der Ev. Kirchengemeinde Wuppertal-Sonnborn | Elberfeld-West Sonnborner Straße 56 Karte  | Katja Ahad (AHAD Architekten), Braunschweig | (web)   |
| weitere Bilder                | Haus Vivo, Intensivpflegeheim, Pflegewohnzentrum der DRK Schwesternschaft Wuppertal e. V., Wuppertal                                                                        | Heckinghausen Brändströmstraße 13–19 Karte | ACMS Architekten GmbH, Wuppertal            | (web)   |
| weitere Bilder                | Erweiterung Zoologischer Garten, Neubau Eingangsgebäude, Wuppertal im Auftrag der Stadtverwaltung Wuppertal GMW                                                             | Elberfeld-West Hubertusallee 30 Karte      | Rohdecan Architekten GmbH, Dresden          | (web)   |
| Einfamilien-Wohnhaus „Box N.“ | Einfamilien-Wohnhaus „Box N.“ | ???                                        | Peter Schad, Wuppertal                      | (web)   |

| Anerkennungen |

| Bild           | Bezeichnung | Lage                               | Architekt                        | Verweis |
| -------------- | --- | ---------------------------------- | -------------------------------- | ------- |
| weitere Bilder | Justizzentrum Wuppertal im Auftrag des Bau- und Liegenschaftsbetriebs NRW, Düsseldorf                                                         | Elberfeld Eiland 2 Karte           | HPP Architekten GmbH, Düsseldorf | (web)   |
| weitere Bilder | Kolumbarium des Katholischen Friedhofes Hochstraße, Errichtung von Urnenwänden im Auftrag der Kath. Kirchengemeinde St. Laurentius, Wuppertal | Elberfeld Hochstraße 11 Karte      | Antonio Quintiliani, Wuppertal   | (web)   |
| weitere Bilder | Umbau und Erweiterung eines Wohnhauses Hordenbachstraße 66                                                                                    | Ronsdorf Hordenbachstraße 66 Karte | k2-architekten, Wuppertal        | (web)   |

### Auszeichnung guter Bauten 2010
In diesem Verfahren wurden drei Auszeichnungen und zwei Anerkennungen vergeben.
| Auszeichnungen |

| Bild           | Bezeichnung | Lage                                   | Architekt | Verweis |
| -------------- | --- | -------------------------------------- | --- | ------- |
| weitere Bilder | Solar Decathlon Europe 2010 – Team Wuppertal Haus, Wettbewerbsbeitrag zum Solar Decathlon Europe 2010, Wuppertal | Barmen Harald-Leipnitz-Straße 23 Karte | Solar Decathlon Europe 2010 Team Wuppertal unter der Leitung von Prof. Anett-Maud Joppien und Prof. Dr.-Ing. Karsten Voss | (web)   |
| weitere Bilder | „Wuppertaler Schwimmoper“ – Gesamtsanierung Stadtbad in Wuppertal-Elberfeld                                      | Elberfeld Südstraße 29 Karte           | pbr Planungsbüro Rohling AG, Osnabrück                                                                                    | (web)   |
| weitere Bilder | Neubau Textilfachgeschäft Peek & Cloppenburg, Wuppertal                                                          | Elberfeld Wall 8–14 Karte              | Paul Böhm, Köln | (web)   |

| Anerkennungen |

| Bild           | Bezeichnung | Lage                                | Architekt                                   | Verweis |
| -------------- | --- | ----------------------------------- | ------------------------------------------- | ------- |
| weitere Bilder | Optimierung Standort Akzenta Steinbeck – Lebensmittelmarkt, Wuppertal                                               | Elberfeld Tannenbergstraße 58 Karte | Rocho Architekten, Wuppertal                | (web)   |
| weitere Bilder | Station Natur und Umwelt – Umweltbildungszentrum Bergisches Land, Neubau eines Seminar- und Bürogebäudes, Wuppertal | Elberfeld Jägerhofstraße 229 Karte  | Kaufmann und Schacht Architekten, Wuppertal | (web)   |

### Auszeichnung guter Bauten 2014
Am 2. Oktober 2014 fand die Preisgerichtssitzung der „Auszeichnung guter Bauten 2014 des BDA Wuppertal“ statt. Bei 16 Teilnehmern wurden drei Auszeichnungen, drei Anerkennungen und eine Lobende Erwähnung vergeben.
| Auszeichnungen |

| Bild           | Bezeichnung | Lage                            | Architekt                                                                | Verweis |
| -------------- | --- | ------------------------------- | ------------------------------------------------------------------------ | ------- |
| weitere Bilder | Kath. Kindertagesstätte Don Bosco                                                                                           | Langerfeld Inselstraße 18 Karte | Zamel Krug Architekten, Wuppertal                                        | (web)   |
| weitere Bilder | Speisehaus für das internationale Tagungshaus der Evangelischen Kirche im Rheinland und der Vereinten Evangelischen Mission | Barmen Missionsstraße 9 c Karte | Kastner Pichler Architekten, Köln                                        | (web)   |
| weitere Bilder | Neubau Junior-Uni | Barmen Am Brögel 31 Karte       | GNA Architekten Wuppertal, Christoph Goedeking, Josef Johannes Niedworok | (web)   |

| Anerkennungen |

| Bild           | Bezeichnung                                   | Lage                             | Architekt                                                              | Verweis |
| -------------- | --------------------------------------------- | -------------------------------- | ---------------------------------------------------------------------- | ------- |
| weitere Bilder | Lesesaal der Bergischen Universität Wuppertal | Elberfeld Gaußstraße 20 Karte    | Schamp & Schmalöer Architektur und Städtebau, Dortmund                 | (web)   |
| weitere Bilder | Experimenteller Wohnungsbau Ostersiepen       | Elberfeld Im Ostersiepen Karte   | ACMS Architekten GmbH, Wuppertal                                       | (web)   |
| weitere Bilder | Betriebskindertagesstätte EDEfanten           | Langerfeld Dieselstraße 34 Karte | ROCHO Architekten, Wuppertal Dipl.-Ing. Alexander Rocho, Architekt BDA | (web)   |

| Lobende Erwähnung |

| Bild           | Bezeichnung                | Lage                    | Architekt                                                               | Verweis |
| -------------- | -------------------------- | ----------------------- | ----------------------------------------------------------------------- | ------- |
| weitere Bilder | Haus Fahrenkamp, Wuppertal | Elberfeld Wall 21 Karte | Tilman Lange, Braun und Schlockermann Architekten GmbH, Frankfurt a. M. | (web)   |

### Auszeichnung guter Bauten 2017
Am 23. November 2017 fand die Preisgerichtssitzung der „Auszeichnung guter Bauten 2017 des BDA Wuppertal“ statt. Bei 18 Teilnahmen wurden drei Auszeichnungen und vier Anerkennungen vergeben. Die Preisverleihung fand am 19. Februar 2018 statt.
| Auszeichnungen |

| Bild           | Bezeichnung                                                | Lage                             | Architekt                                      | Verweis |
| -------------- | ---------------------------------------------------------- | -------------------------------- | ---------------------------------------------- | ------- |
| weitere Bilder | Tagungszentrum „Auf dem Heiligen Berg“, Wuppertal          | Barmen Missionsstraße 9 Karte    | Lepel und Lepel, Reinhard Lepel, Architekt BDA | (web)   |
| weitere Bilder | Bergische Universität Wuppertal, Fakultätsgebäude HC       | Barmen Pauluskirchstraße 7 Karte | kadawittfeldarchitektur GmbH, Aachen           | (web)   |
| weitere Bilder | Genossenschaftliches Wohnen im Pelerinenviertel, Wuppertal | Elberfeld Friesenstraße 39 Karte | RATHKE Architekten BDA                         | (web)   |

| Anerkennungen |

| Bild | Bezeichnung                                                   | Lage                                       | Architekt                   | Verweis |
| --- | ------------------------------------------------------------- | ------------------------------------------ | --------------------------- | ------- |
| weitere Bilder | Bergische Universität Wuppertal, Ersatzneubau V/W             | Elberfeld Gaußstraße 20 Karte              | slapa oberholz pszczulny    | (web)   |
| weitere Bilder | Klimaschutzsiedlung Malerstraße, Wuppertal                    | Elberfeld Malerstraße 20 Karte             | Anja Schacht Architekten    | (web)   |
| [[Vorlage:Bilderwunsch/code!/C:51.239058,7.109867!/D:Okavango – neue Gastronomie im Zoologischen Garten, Wuppertal, Elberfeld Hubertusallee 30!/\|BW]] | Okavango – neue Gastronomie im Zoologischen Garten, Wuppertal | Elberfeld Hubertusallee 30 Karte           | Antonio Quintiliani         | (web)   |
| weitere Bilder | Geschäftshaus am Wall, Wuppertal                              | Elberfeld Schloßbleiche 30 / Wall 36 Karte | Schutte Schwarz Architekten | (web)   |

### Auszeichnung guter Bauten 2020
Am 9. März 2021 fand die Preisgerichtssitzung zum Architekturpreis Wuppertal statt. Aus insgesamt 16 Einreichungen vergaben die Juroren zwei Auszeichnungen und zwei Anerkennungen.
| Auszeichnungen |

| Bild           | Bezeichnung                                  | Lage                                          | Architekt              | Verweis |
| -------------- | -------------------------------------------- | --------------------------------------------- | ---------------------- | ------- |
| weitere Bilder | Variowohnen Max-Horkheimer-Straße, Wuppertal | Elberfeld Max-Horkheimer-Straße 160–168 Karte | ACMS Architekten GmbH  | (web)   |
| weitere Bilder | Gaskessel Wuppertal Heckinghausen            | Heckinghausen Mohrenstraße 3 Karte            | GKM architektur studio | (web)   |

| Anerkennungen |

| Bild           | Bezeichnung                           | Lage                            | Architekt               | Verweis |
| -------------- | ------------------------------------- | ------------------------------- | ----------------------- | ------- |
| weitere Bilder | Stadthaus G82, Wuppertal              | Elberfeld Gartenstraße 82 Karte | pier7 architekten GmbH  | (web)   |
| weitere Bilder | Wilhelm-Dörpfeld-Gymnasium, Wuppertal | Elberfeld Johannisberg 20 Karte | Heuer Faust Architekten | (web)   |

### Auszeichnung guter Bauten 2023
Am 19. Oktober 2023 fand die Preisgerichtssitzung der „Auszeichnung guter Bauten 2023 des BDA Wuppertal“ statt. Bei 18 Teilnahmen wurden drei Auszeichnungen und vier Anerkennungen vergeben. Die Preisverleihung fand am 12. Januar 2024 statt.
| Auszeichnungen |

| Bild           | Bezeichnung                                           | Lage                                              | Architekt                         | Verweis |
| -------------- | ----------------------------------------------------- | ------------------------------------------------- | --------------------------------- | ------- |
| weitere Bilder | Bob Campus, Wuppertal                                 | Oberbarmen Max-Planck-Straße 19 Karte             | raumwerk.architekten, Köln        |         |
| weitere Bilder | Bergische Universität Wuppertal, Johannes-Rau-Zentrum | Elberfeld Rainer-Gruenter-Straße 5 Karte          | hks architekten GmbH, Aachen      |         |
| weitere Bilder | Pavillons im Wupperpark Ost, Wuppertal                | Elberfeld Alte Freiheit 23, Morianstraße 36 Karte | arntz erke architekten, Wuppertal |         |

| Anerkennungen |

| Bild           | Bezeichnung                                                                                        | Lage                                             | Architekt                                  | Verweis |
| -------------- | -------------------------------------------------------------------------------------------------- | ------------------------------------------------ | ------------------------------------------ | ------- |
| weitere Bilder | Optimierung Standort Akzenta Unterdörnen – Lebensmittelmarkt, Wuppertal                            | Barmen Unterdörnen 61–63 Karte                   | Rocho Architekten (BDA), Wuppertal         |         |
| weitere Bilder | Bergische Universität Wuppertal, Living Lab NRW der Fakultät für Architektur und Bauingenieurwesen | Elberfeld Juliusstraße 14 Karte                  | Am Solar Decathlon 2022 teilnehmende Teams |         |
| weitere Bilder | Postboutique Hotel, Wuppertal                                                                      | Elberfeld Platz am Kolk 3 Karte                  | Kitzig Interior Design GmbH, Bochum        |         |
| weitere Bilder | Stadtteilzentrum Heckinghausen, Wuppertal                                                          | Heckinghausen Heckinghauser Straße 195–197 Karte | René Dietle, Wuppertal                     |         |